# Dabronc
Dabronc là một thị trấn thuộc hạt Veszprém, Hungary. Thị trấn này có diện tích 20,27 km², dân số năm 2010 là 433 người, mật độ 21 người/km².